# 達斡里亞

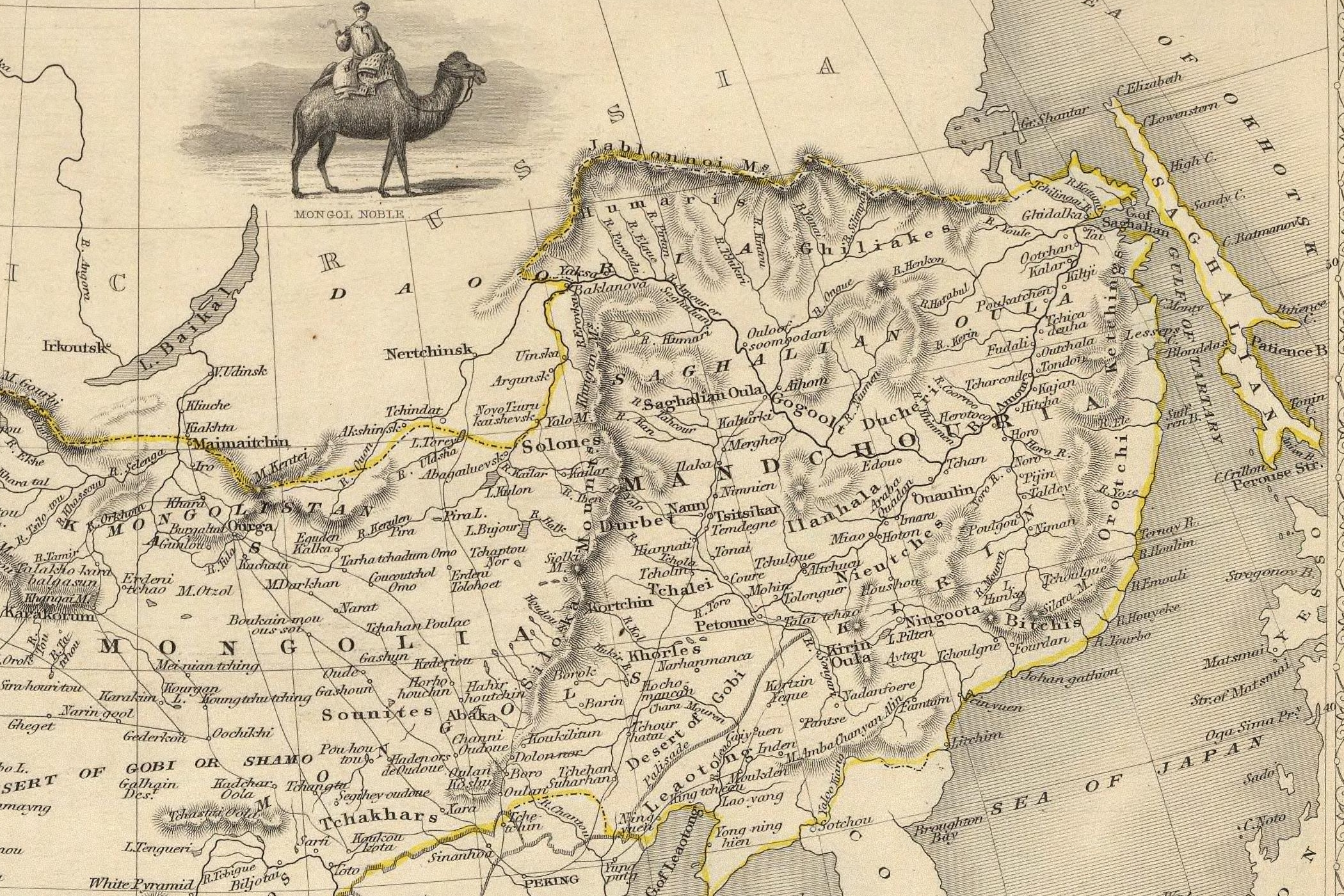
19世紀地圖中的達斡里亞（Daooria）

達斡里亞，又称達烏里亞、達呼里亞、达斡尔地区，是俄羅斯的一個歷史地區，包括外貝加爾地區（外貝加爾邊疆區、布里亞特共和國）以及阿穆爾州。廣義的達斡里亞也包含蒙古達斡爾地區和中國東北部分地區。
達斡里亞得名於達斡爾族。達斡爾族曾居住在這裡，但俄國人的入侵迫使這一地區的達斡爾族背井離鄉，跨過額爾古納河和黑龍江，遷至今中國東北。
許多動植物的學名得名于這一地區，如達烏里寒鴉、達呼里早熟禾。